# Pötschenpass
Der Pötschenpass, meist nur kurz Pötschen genannt, ist ein 993 m ü. A. hoher Pass im Salzkammergut an der oberösterreichisch-steirischen Grenze.

## Lage und Landschaft
Der Pass ist die Einsattelung  zwischen dem Kalkstock des Hohen Sarstein (1975 m) im Süden und dem sanfteren Sandling (1717 m) im Norden.
Die Passstraße verbindet im Zuge der Salzkammergut Straße (B 145) Bad Goisern in Oberösterreich und Bad Aussee in der Steiermark.
Westwärts geht der [Große] Zlambach zum Hallstätter See, ostwärts der Lupitschbach zur Altausseer Traun, die dann in die Badausseer (Vereinigte) Traun im Traun-Hauptpfad mündet. Dabei ist die eigentliche Pötschenhöhe eine abseitigere Schulterlage an der nördlichen Sarsteinflanke, die eigentlichen orographischen Verbindungssättel der beiden Bäche liegen um Oberlupitsch (Scheibenstraße und Klamm, beide 920 m).

## Höhe
- Auf der offiziellen österreichischen Karte beträgt die Passhöhe 993 m ü. A.[1]
- Auf dem Hinweisschild vor Ort ist 982 m ü. A. eingetragen.
- Der Scheitelpunkt der Salzkammergut Straße B145 am Pass liegt auf 996,8 m ü. A. (2010-2011).[2]
- Der niedrigste Übergang am Parkplatz Gasthaus Köberl „Pötschenhöhe“ nach Westen entlang der alten Römerstraße liegt auf 992,1 m ü. A. (2010-2011).[3]

## Name und Geschichte
Der Name leitet sich mutmaßlich aus dem slawischen pečina ab und bezeichnet einen überhängenden Felsen oder Höhle. Er bezieht sich wohl auf die Felswand nördlich der heutigen Passhöhe, die Pötschenwand, im Schluchteinschnitt des Zlambachs. Das Wort findet sich hier im Raum auch beim Pötschenstein nordöstlich am Sandling bei Altaussee.
Begangen wird der Pass nachweislich seit der Römerzeit, am Michlhallberg am Nordhang wurden Siedlungsspuren wie eine Wegtrasse befundet. Ein älterer, etwa latènezeitlicher, Zusammenhang mit dem Hallstätter Salzberg (Hallstattkultur) ist nicht nachgewiesen, aber wahrscheinlich. In das Ennstal sind aber auch bronzezeitliche Routen durch das Koppen–Kainischtal und über die Landfriedalm am Dachsteinplateau belegt.

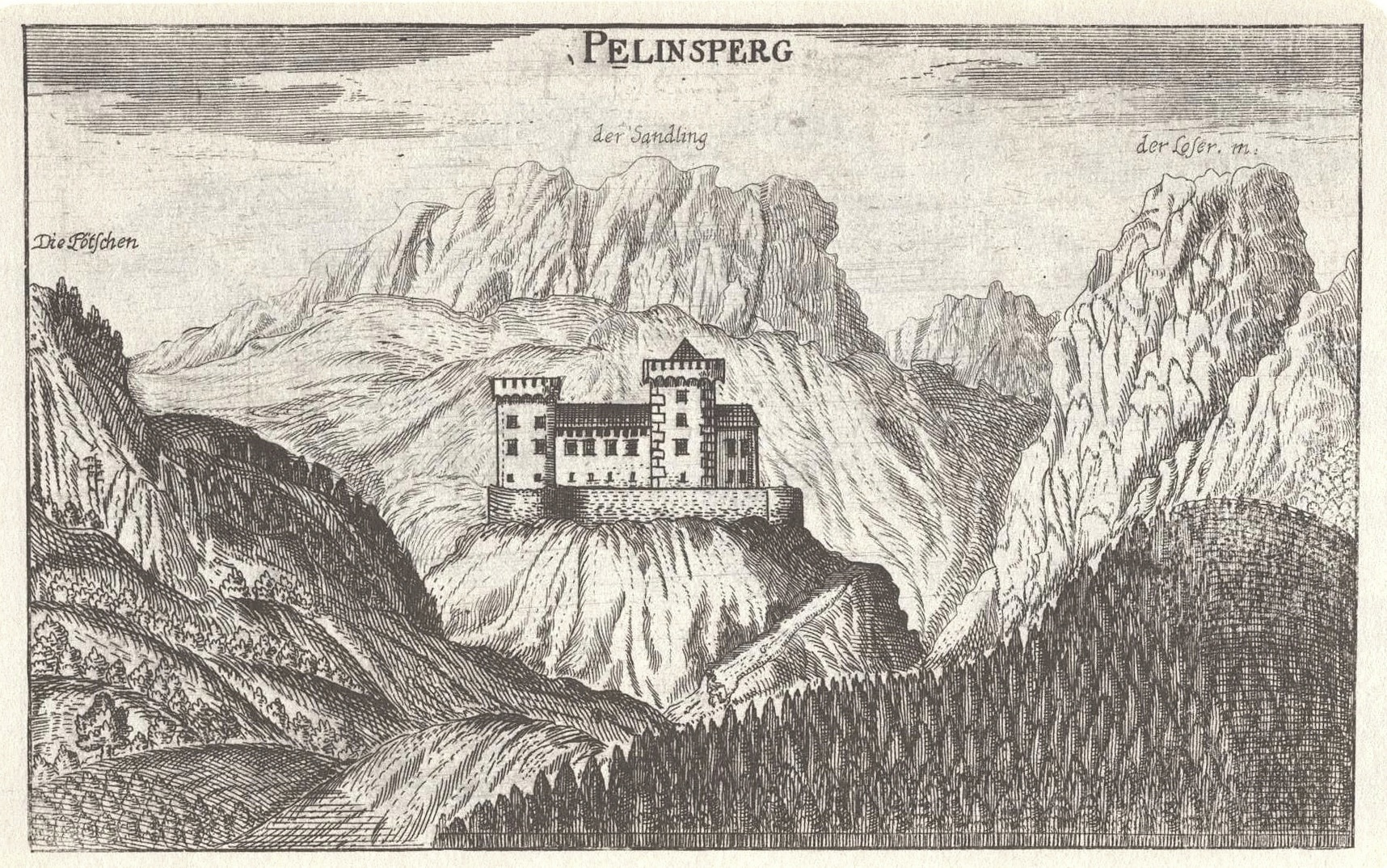
Burg Pflindsberg, Blick nordostwärts von der Pötschen mit Sandlig und Loser (Vischer: Topographia Ducatus Stiriae, 1681)

Bis in das Mittelalter war der Übergang wohl nur ein Saumpfad. Der römerzeitliche Ausseerseitige Anstieg erfolgte wohl über Lupitsch und Reitern, wie Funde von Hipposandalen nahelegen, im Hochmittelalter wohl auch über Altaussee und die Burg Pflindsberg, die im 13. Jahrhundert von den Salzburger Bischöfen erbaut wurde, als auch der Ausseer Salzberg entstand. Dabei könnte schon ab Ende der Völkerwanderungszeit (um 600) auch am Michlhallberg der ältere Salzbergbau bestanden haben. Der Verlauf auf der Goiserischen Seite ist recht ungeklärt, an der Sandling–Feuerkogel-Flanke sind mehrere größere Bergstürze überliefert.
Der schwierige Transport nach Norden, entweder hier über den Pass oder in der Koppenschlucht, war bis in das mittlere 19. Jahrhundert ein großes Problem, für den Handel mit dem Erzberger Eisen, dem Weinhandel, und dem Italien-Fernhandel ebenso wie für die Ausseer Salzwerke, für die es mit dem Ischler Salzberg eine Konkurrenz im obderennsischen Salzkammergut gab. Der Pass war die Grenze von Niederösterreich und Innerösterreich, diese wurde aber im Rahmen der habsburgischen staatlichen Verwaltung, dem Kammergut, ab Kaiser Friedrich III. (Aufkauf der privaten Salzproduktion in Aussee um 1450) überlagert.
Die Straße durch das Ausseerland wurde erst in der früheren Neuzeit als Mautstraße angelegt, die Pötschenmaut ist ab 1656 urkundlich. Daher finden sich in der Gegend viele Saumwege als Ausweichrouten der privaten Salzvertreiber wie auch für Schmuggel. Auch der lokale Ochsenhandel spielte ab dem späten 17. Jahrhundert eine wichtigere Rolle. 1751 wurde die Maut der staatlichen Salinenverwaltung (Salzärar) übertragen und an das Ausseer Hallamt verlegt. Noch um diese Zeit  blieb das Transportaufkommen aber mit – aus den Büchern ermittelt – 550 Tonnen recht gering.
Die Pötschenstraße wurde erst im späteren 18. Jahrhundert als Landstraße ausgebaut. Im späteren 19. Jahrhundert (1875–77) wurde die Salzkammergutbahn gebaut, womit der Pass viel an seiner Bedeutung für den Handel verlor. Für den Individualverkehr blieb er aber immer vorrangig vor der Route unten im Tal von Hallstättersee und Traun.
Die B 145 auf der steirischen Seite wurde 1955–1959 neu ausgebaut. Die Inschrift auf der Rückseite des Denkmales an der Landesgrenze lautet:

„AUSBAU DES PÖTSCHENPASSES IM ZUGE DER SALZKAMMERGUTBUNDESSTRASSE IN DEN JAHREN 1955 – 1959 UNTER DEM BUNDESMINISTER FÜR HANDEL UND WIEDERAUFBAU DR. FRITZ BOCK UND DEM LANDESHAUPTMANN VON STEIERMARK ÖKONOMIERAT JOSEF KRAINER
ERRICHTET 1960“

Ehemals Bundesstraße, steht sie seit 2002 unter Landesverwaltung.
In den 1970ern war der Pass eine Alternativroute der Gastarbeiterroute. Seit der Einführung der Autobahnmaut 1997 ist der Pass wieder vermehrt durch Mautflucht belastet.